# Закон Чарли
«Закон Чарли» (англ. Charlie X), другое название «Чарли Икс» — второй эпизод первого сезона научно-фантастического телевизионного сериала «Звёздный путь», вышел в эфир на телеканале NBC 15 сентября 1966 года.

## Сюжет
Звёздная дата — 1533.6: Чарльз Эванс, одинокий молодой человек, единственный оставшийся в живых из потерпевших катастрофу на планете колонистов Тазус, попадает на звездолёт «Энтерпрайз» с грузового корабля «Антарес». Чуть позже, когда капитан «Антареса» Рамарт связывается с Кирком, чтобы предупредить его о чём-то в отношении Чарли, грузовой корабль взрывается.
Чарли к гибели людей, которые подобрали его с Тазуса, отнёсся с безразличием. Сейчас ему интересно, как экипаж «Энтерпрайза», относится к нему. Однако долгие годы, проведённые в одиночестве, делают общение с экипажем звездолёта трудным. Странные события происходят всякий раз, когда Чарли что-то не нравится: пропадают и калечатся люди, которые несерьёзно относятся к Чарли, или попросту смеются над ним, или вовсе не обращают на него внимания.
В конце концов, Чарли требует, чтобы «Энтерпрайз» высадил его на ближайшей населённой планете, но Кирк не решается на подобный шаг, боясь возможностей и характера Чарли, способных уничтожить любую цивилизацию. Чарли пытается захватить контроль над звездолётом, но Кирк успешно сопротивляется. Внезапно на мостике появляется представитель инопланетян, коренных обитателей планеты Тазус. Оказывается, именно они долгое время занимались с Чарли, и именно они наделили юношу необычайными способностями.
Тазианцы обнаружили, что Чарли покинул планету и отправили свой звездолёт на перехват «Энтерпрайза». Несмотря на слёзные просьбы Чарли, желающего остаться среди людей, тазианцы забирают его обратно на Тазус, предварительно восстанавливая на «Энтерпрайзе» всё, как было раньше.

## Переиздание к сорокалетию сериала
Эта серия была переделана к сорокалетию сериала в 2006 и выпущена 14 июля 2007 года в составе переизданного оригинального сериала.
Кроме обновлённого изображения, звука и полностью компьютерного Энтерпрайза (как и во всех остальных сериях) также были следующие изменения:
- Антарес показан вместе с Энтерпрайзом, чего не было в оригинальной серии. Конструкция корабля больше напоминает грузовой корабль (показанный в серии «Больше трибблов — больше проблем» мультсериала «Звёздный путь») с добавлением передней части для экипажа Антареса.
- Корабль Тасиан обрёл более плотную форму по сравнению с первоначальным бесформенным свечением.

## История создания
Предпосылкой к этому эпизоду была часть задуманного Джином Родденберри сюжета под названием «День, когда Чарли стал богом». Когда сериал был запущен в производство, Родденберри передал его Д. К. Фонтане на инсценировку. Возможно, это переработка основной идеи рассказа 1953 года Джерома Биксби «Мы живем хорошо!» (также экранизирован в одной из серий «Сумеречной зоны» в 1961 году) о подростковой незрелости и эмоциональных конфликтах. Биксби сочинил четыре эпизода для оригинального «Звёздного пути», но не указан в «Законе Чарли».
Во время производства эпизод какое-то время носил название «Закон Чарли», которое сохранилось в новеллизации Джеймса Блиша. В сцене из сценария, которая не вошла в серию, Закон Чарли гласит: «всякому лучше подчиниться Чарли, иначе…». В русском дубляже существуют как один, так и другой варианты перевода.
Джин Родденбери исполнил в этой серии эпизодическую роль (в титрах не указан), озвучив кока (или начальника кухни), который сообщает, что мясной рулет в кухонной корабельной печи превратился в настоящую индейку.